# Сикоярви
Си́коя́рви (фин. Siikajärvi) — озеро на территории Поросозерского сельского поселения Суоярвского района Республики Карелия.

## Общие сведения
Площадь озера — 0,6 км². Располагается на высоте 184,5 метров над уровнем моря.
Форма озера лопастная, продолговатая, вытянутая с юго-востока на северо-запад. Берега каменисто-песчаные, частично заболоченные.
С западной стороны  из озера вытекает ручей Сикапуро, который впадает в Койтайоки.
В озере расположен один остров без названия.
Название озера переводится с финского языка как «сиговое озеро».
Код водного объекта в государственном водном реестре — 01050000111102000011547.